# Brug 703
Brug 703 is een kunstwerk in Amsterdam Nieuw-West.
De brug ligt in de Cornelis Lelylaan, vanuit de stad gezien vlak voor Station Amsterdam Lelylaan. Hier werd in 1961 een 47 meter lange duiker aangelegd voor de oostelijke parallelgracht van de Ringspoordijk. Brug 703 (noordelijk gelegen) was vervolgens samen met brug 685 (zuidelijk gelegen) voor de waterdoorvoer. Dat stukje gracht ertussen kreeg bij de bouw en oplevering van het genoemde spoorstation betonnen walkanten.
In 2012 werd er voor gekozen om het busstation dat onder het metro- en spoorstation lag te verplaatsen, waarbij het gehele terrein ten oosten van het station onder het zand verdween. Zo verdween ook de zuidzijde van deze brug onder het zand. Het enige dat nog aan de brug herinnert is de balustrade aan de noordkant van de brug en het uiterlijk van de duiker aan diezelfde kant. De duiker zelf is daarbij dichtgemetseld.
Het ontwerp van de kunstwerken in de Cornelis Lelylaan was van Dirk Sterenberg en de Dienst der Publieke Werken). Deze duikerbrug is getekend in 1959 en de jaren daarop gebouwd.
<<< · 700 · 701 · 702 · 703 · 704 · 705 · 706 · 707 · 708 · 709 · 710 · 711 · 712 · 713 · 714 · 715 · 716 · 717 · 718 · 719 · 720 · 721 · 722 · 725 · 726 · 729 · 730-738 · 739 · 740 · 741 · 742 · 743 · 744 · 745 · 746 · 747 · 748 · 749 · 751 · 752 · 753 · 754 · 755 · 756 · 757 · 758 · 759 · 760 · 761 · 762 · 763 · 764 · 765 · 766 · 767 · 768 · 769 · 770 · 771 · 772 · 773 · 775 · 776 · 777 · 778 · 779 · 780 · 781 · 782 · 783 · 784 · 786 · 787 · 788 · 789 · 790 · 791 · 792 · 793 · 794 · 795 · 797 · >>>
Brugnummers  723, 724, 727, 728, 750, 774, 785, 796 (niet gerealiseerde brug over de Slotervaart), 798 en 799 zijn niet vergeven.